# Ramsey (Illinois)
Ramsey – wieś w Stanach Zjednoczonych, w stanie Illinois, w hrabstwie Fayette.